# Duché de Provence
Ne doit pas être confondu avec Comté de Provence ou Marquisat de Provence.
412–855
863–879
Entités précédentes :
- Gaule narbonnaise

Entités suivantes :
- Royaume de Provence

Le duché de Provence est un ancien fief situé à l'est du Rhône et au sud de l'Isère. Le duché passe entre les mains de plusieurs royaumes. Initialement wisigoth, il devient burgonde en 484, puis ostrogoth en 508. Le territoire est finalement conquis par les Francs en 536 et intégré dans le royaume de Bourgogne. Jusqu'en 739, la région est successivement administrée par un recteur, puis par un patrice. De 739 à 780, au moment de l'Empire carolingien, les missi dominici gouvernent. À partir de 780, la fonction de Duc (ou de Comte) est créée.
En 879, Boson est élu roi de Provence et le territoire au nouveau royaume de basse Bourgogne.

## Histoire
Vers 412, la Provence est prise par Athaulf lors du passage des Wisigoths vers l'Hispanie où ils renversent les usurpateurs Jovin et Sebastianus. La région est ensuite intégrée au royaume wisigoth. En l'an 484, Gondebaud, roi des Burgondes, franchit la Durance et s'empare de la Provence avec Arles et Marseille. En 501 les Wisigoths, aidés des Francs reprennent la Provence mais échouent à reprendre Avignon aux Burgondes.
En 507, sous le commandement de Clovis et de son fils aîné Thierry, l'armée franque franchit la Loire et conquiert une partie des territoires wisigoths. Par la suite, le roi des Wisigoths Alaric II trouve la mort lors de la bataille de Vouillé. Les Francs et les Burgondes tentent alors de s'emparer de la Provence et assiègent Arles. En août 508, les armées ostrogothes, jusqu'ici immobilisées par la menace byzantine, arrivent en renfort, délivrent la cité et repoussent les Francs et les Burgondes. Théodoric le Grand, roi des Ostrogoths devient le tuteur du jeune roi wisigoth Amalaric, petit-fils d'Alaric, alors âgé de six ans et gouverne en son nom l'Espagne wisigothe jusqu'en 526. À la mort de ce dernier, la Provence est rattachée au Royaume ostrogoth.
En 534, après la chute de la Burgondie, toutes les troupes franques menées par Thibert Ier se localisent à proximité de la Provence. Arles est prise au cours de cette même année. En 536, les Ostrogoths en conflit en Italie contre les Byzantins et dans l'incapacité de défendre la Provence, doivent la céder aux Francs qui est intégrée au royaume de Bourgogne.
À la suite du traité de Prüm de 855, Charles, fils de l'empereur défunt Lothaire Ier, devient roi de Provence et de Bourgogne Cisjurane jusqu'à sa mort en 863. A cette date son royaume est partagé, la Provence revenant à son frère aîné Louis II d'Italie, et est administré par le comte Adalbert.
En 875, Charles le Chauve, roi des Francs, récemment nommé empereur, nomme son beau-frère Boson duc de Provence. En 877, Boson est rappelé en France par Charles le Chauve et le duché est confié à son frère Richard le Justicier et à Hugues l'Abbé. En 879, Boson est proclamé roi en Bourgogne et en Provence, puis son fils Louis l'Aveugle en 890 ; Hugues d'Arles, cousin issu de germains de Louis et vrai patron de la Provence, porte le titre de marquis puis de duc de Provence, avant de devenir roi d'Italie en 926. Le duché de Provence ne fut plus attribué après lui.

## Réutilisation du titre
Entre 1173 et 1181 le comté de Provence était dirigé par le comte Raymond Bérenger III, nommé par son frère aîné le roi Alphonse II d'Aragon. Pour marquer sa suzeraineté sur son frère, Alphonse II utilise alors le titre de « duc de Provence », dont son frère reste le « comte ».